# Lista zabytków w Għaxaq
To jest lista zabytków w miejscowości Għaxaq na Malcie, które są umieszczone na liście National Inventory of the Cultural Property of the Maltese Islands.

## Lista
| Nazwa zabytku                        | Lokalizacja                                          | Współrzędne                                   | Nr na liście NICPMI | Zdjęcie |
| ------------------------------------ | ---------------------------------------------------- | --------------------------------------------- | ------------------- | ------- |
| Kaplica św. Łucji                    | Triq Ħal Tarxien                                     | 35°51′27,2″N 14°30′42,5″E/35,857556 14,511806 | 2004                |         |
| Nisza Matki Bożej z Góry Karmel      | Triq Ħal Għaxaq / Triq Ġużeppi D’Arena               | 35°51′00,1″N 14°30′41,6″E/35,850028 14,511556 | 2005                |         |
| Nisza Krzyża Świętego                | 57, Triq il-Gudja                                    | 35°50′58,7″N 14°30′47,8″E/35,849639 14,513278 | 2006                |         |
| Nisza Chrztu Chrystusa (zburzona)    | 86, Triq il-Gudja                                    | 35°50′57,2″N 14°30′53,4″E/35,849222 14,514833 | 2007                |         |
| Statua św. Rocha                     | Pjazza Santu Rokku                                   | 35°50′57,6″N 14°30′56,1″E/35,849333 14,515583 | 2008                |         |
| Nisza Wniebowzięcia                  | Triq Santu Rokku / 70 Triq San Filippu               | 35°50′56,3″N 14°30′57,0″E/35,848985 14,515844 | 2009                |         |
| Kościół św. Filipa Neri              | Misraħ San Filippu                                   | 35°50′55,7″N 14°30′55,9″E/35,848806 14,515528 | 2010                |         |
| Nisza Wniebowzięcia                  | Triq Dun Ġorġ Preca / Triq Mariano Gerada            | 35°50′55,2″N 14°30′57,3″E/35,848667 14,515917 | 2011                |         |
| Nisza św. Józefa                     | Triq Dun Ġorġ Preca / Triq San Pawl                  | 35°50′54,4″N 14°30′57,2″E/35,848444 14,515889 | 2012                |         |
| Nisza Matki Bożej z Lourdes          | 38-39, Triq San Bastjan                              | 35°50′56,0″N 14°31′00,2″E/35,848889 14,516722 | 2013                |         |
| Nisza św. Józefa                     | "Id-Dar ta’ Massi", 25, Triq Santa Marija            | 35°50′57,7″N 14°30′59,9″E/35,849361 14,516639 | 2014                |         |
| Nisza św. Andrzeja                   | "Id-Dar ta’ Massi", 25, Triq Santa Marija            | 35°50′57,7″N 14°30′59,9″E/35,849361 14,516639 | 2015                |         |
| Nisza (statua) Wniebowzięcia         | "Id-Dar ta’ Massi", 25, Triq Santa Marija            | 35°50′57,7″N 14°30′59,9″E/35,849361 14,516639 | 2016                |         |
| Nisza Krzyża Świętego                | "Dar il-Bebbux", 23, Triq Santa Marija               | 35°50′57,9″N 14°30′59,8″E/35,849417 14,516611 | 2017                |         |
| Nisza Matki Bożej z Lourdes          | "Sacred Heart House", 11, Triq Dar il-Bebbux         | 35°50′58,9″N 14°31′00,1″E/35,849694 14,516694 | 2018                |         |
| Nisza Chrystusa Króla                | 75, Triq Santa Marija                                | 35°50′57,9″N 14°31′03,1″E/35,849417 14,517528 | 2019                |         |
| Kościół parafialny Wniebowzięcia NMP | Pjazza Santa Marija                                  | 35°50′57,3″N 14°31′02,6″E/35,849250 14,517389 | 2020                |         |
| Statua Wniebowzięcia                 | Pjazza Santa Marija                                  | 35°50′57,4″N 14°31′05,3″E/35,849278 14,518139 | 2021                |         |
| Nisza Wniebowzięcia                  | 24, Triq Santa Marija                                | 35°50′57,7″N 14°31′10,3″E/35,849361 14,519528 | 2022                |         |
| Nisza św. Józefa                     | Triq Santa Marija / Triq 15 ta’ Frar 1970            | 35°50′57,8″N 14°31′11,1″E/35,849389 14,519750 | 2023                |         |
| Nisza Matki Boskiej Bolesnej         | "Casa Pace", 142, Triq Santa Marija                  | 35°50′58,3″N 14°31′15,7″E/35,849528 14,521028 | 2024                |         |
| Nisza Madonny z Dzieciątkiem         | 245, Triq Santa Marija                               | 35°50′59,3″N 14°31′18,7″E/35,849806 14,521861 | 2025                |         |
| Nisza Krzyża Świętego                | Triq Santa Marija / Triq iż-Żejtun / Triq Birżebbuġa | 35°50′58,5″N 14°31′22,2″E/35,849583 14,522833 | 2026                |         |
| Nisza św. Józefa                     | 16, San Ġużepp                                       | 35°50′55,6″N 14°31′03,1″E/35,848778 14,517528 | 2027                |         |
| Nisza św. Józefa                     | Triq Santa Marija / Triq Santu Rokku                 | 35°50′57,2″N 14°30′58,2″E/35,849222 14,516167 | 2028                |         |
| Nisza Wniebowzięcia                  | "Symphony", Triq Santa Marija / Triq Santu Rokku     | 35°50′57,1″N 14°30′57,4″E/35,849194 14,515944 | 2029                |         |
| Nisza Matki Bożej z Dzieciątkiem     | Triq il-Belt Valletta / Triq iċ-Ċimiterju            | 35°51′05,8″N 14°30′57,5″E/35,851611 14,515972 | 2030                |         |
| Kościół Chrystusa Zbawiciela         | Triq il-Belt Valletta                                | 35°51′15,6″N 14°30′58,3″E/35,854333 14,516194 | 2031                |         |